# Iwan Karpowitsch Golubez

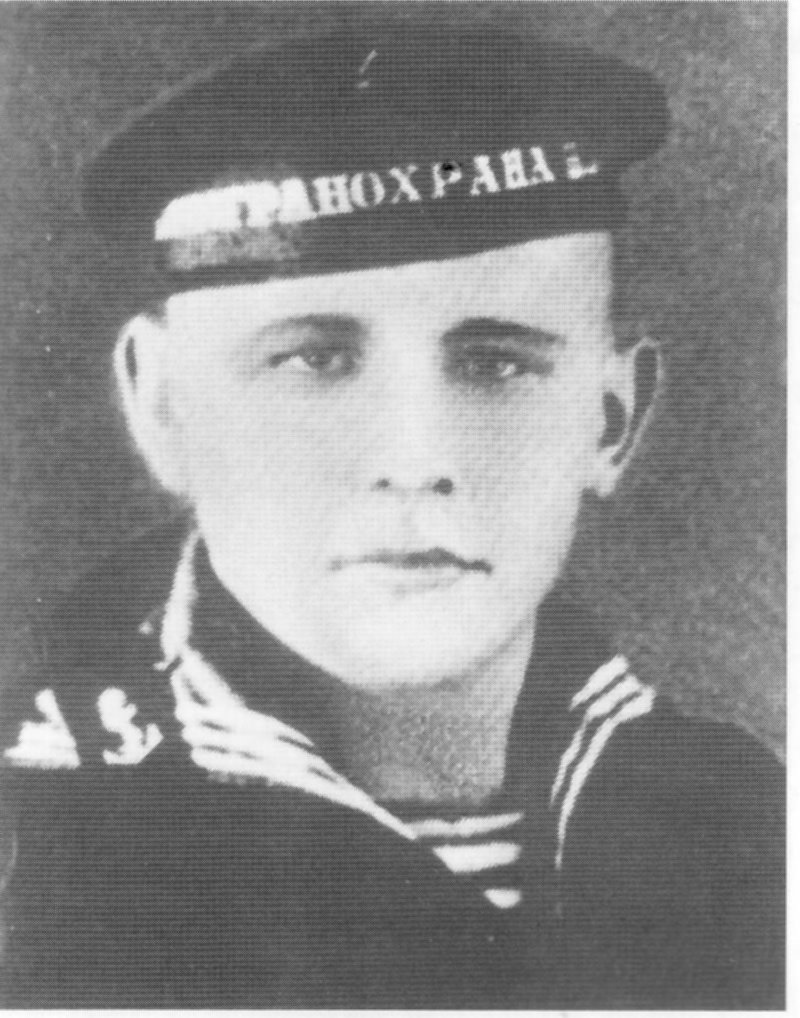
Eine Fotografie von Ivan Golubets

Iwan Karpowitsch Golubez (russisch Иван Карпович Голубец, wiss. Transliteration Ivan Karpovič Golubec / Ivan Karpovich Golubets; * 8. Mai 1916 in Taganrog; † 25. März 1942 in Sewastopol) war ein sowjetischer Matrose der Schwarzmeerflotte, der postum mit dem Ehrentitel „Held der Sowjetunion“ ausgezeichnet wurde.
Iwan Golubez wurde in einer Arbeiterfamilie geboren. Nachdem er die Schule abgeschlossen hatte, arbeitete er im Taganroger Hüttenwerk.
1937 wurde Iwan Golubez zur Sowjetischen Marine einberufen. 1939 absolvierte er die Küstenschutzschule in Balaklawa (auf der Halbinsel Krim), und diente in der 2. und der 1. Division auf einem Küstenwachschiff der Schwarzmeerflotte in der südrussischen Stadt Noworossijsk. Seit Juni 1941 nahm er als Rudergänger der Korvette SK-0183 (3. Division der Küstenschutzschiffe) am Zweiten Weltkrieg teil. Seine Heldentat vollbrachte er im Frühling 1942 in Sewastopol.
Am 25. März 1942 beschoss deutsche Artillerie die Strelezkaja-Bucht. Der Maschinenraum eines anderen Schiffes, SK-0121, wurde getroffen und in Brand gesetzt. Iwan Golubez traf notwendige Maßnahmen zum Löschen des Feuers, aber kurz darauf wurde auch sein Schiff getroffen. Der Treibstofftank explodierte, es bestand die Gefahr einer Kettenexplosion durch in Brand geratene Munition. Golubez begriff die Situation und begann, die Wasserbomben von Deck hinunterzurollen. Eine letzte Bombe explodierte, doch andere Schiffe und viele Menschenleben wurden gerettet.

## Rezeption
Am 14. Juni 1942 erließ das Präsidium des Obersten Sowjets die Verordnung, Iwan Golubez postum den Ehrentitel des Helden der Sowjetunion zu verleihen. Seine Heimatstadt Taganrog zollte dem Helden Anerkennung, indem sie eine Straße nach ihm benannte. Neben dem Tschechow-Gymnasium, das er besucht hatte, wurde ein Denkmal errichtet. Ein 1973 für die sowjetische Schwarzmeerflotte vom Stapel gelaufenes Minenräumschiff der Natya-Klasse bekam den Namen Iwan Golubez.